# 角間惇一郎
角間 惇一郎 （かくま じゅんいちろう、1983年5月25日 - ）は、日本の社会起業家、一般社団法人GrowAsPeople代表理事。
身長170cm。主に日本国内の性風俗産業に係る女性に対してのセカンドキャリア支援事業を行っている。元越谷市男女共同参画推進委員。

## 経歴
1983年、新潟県佐渡島生まれ。2002年、栃木県立石橋高等学校卒業。
2010年7月、サラリーマンをしながら運営していたまちづくりNPOのイベントにて偶然風俗店経営者と出会い、国内の性風俗の現状や課題が社会に正しく認識されていない、と考えるようになる。ほとんど同時期に発覚した大阪2児餓死事件に対する報道のあり方に疑問を抱き、2012年に一般社団法人GrowAsPeopleを設立したとされる、代表理事に就任。

## 主張
性風俗に係る課題が定量的研究に基づく活動よりも、感情や倫理観などを主体に取り組まれている現状が、当事者とNPO等との課題認識のズレや解決策の不足に繋がっていると考え、国内の風俗産業に係る女性の情報を包括的に有している風俗店運営者などと協力し、情報を取得後、様々な立場からアイデアを出すことが重要な取り組みであると主張している。
デザイン思考を用いた解決策の重要性を主張しており、性風俗からの救済ではなく、風俗後に向けた準備を促す活動を主としている。
日本の風俗産業が世界的に稀な程、WEBとの関係性が密接であるとの考えから、その特有の課題が生じることを懸念している（リベンジポルノ等）。一方、LINE (アプリケーション)が出来たことで、当事者とのリーチや交流は楽になったと語っている。
風俗等夜の仕事に係る課題専門というわけではないため、社名をGrowAsPeopleとしているとされる。

## 著書
- 風俗嬢の見えない孤立（2017年4月18日、光文社）ISBN 9784334039844

## 出演など

### テレビ
- 報道ステーション（テレビ朝日制作・2016年4月28日）
- NEWS23（TBS制作・2015年11月26日）
- ヨソで言わんとい亭（テレビ東京制作・2015年6月18日）
- ニュースの深層（テレビ朝日制作・CS局テレ朝チャンネル2、2014年1月7日）

### ラジオ
- Jam the WORLD（J-WAVE、2015年10月28日）
- 渋谷和宏・ヒント（TBSラジオ、2014年4月27日）

### 新聞
- あした計画－風俗店勤め限られる高収入（西日本新聞、2017年3月10日）
- 安心の設計－いま女性は（読売新聞、2016年5月22日）
- こちら特報部－風俗後の女性を支える（東京新聞、2016年5月22日）
- 働く－昼の仕事へ橋渡し（朝日新聞、2016年5月16日）
- 子供と貧困（朝日新聞、2015年10月15日）
- popress－夜の世界を出る時（中日新聞、2014年8月1日）
- ひと－風俗で働く女性を支援する（朝日新聞、2014年7月30日）
- 人模様－風俗を辞めた女性を支援（毎日新聞、2014年4月28日）
- 助けて下さい－子供性被害の現場から（産経新聞、2013年10月7日）
- まちの達人（東武朝日新聞、2012年5月11日）

### 雑誌
- ピープル（ハルメク、2016年10月）
- なぜ女は働きにくいのか−非正規労働と「風俗」との間で（くらしと教育をつなぐWe（フェミックス）、2014年4月）
- 週刊チキーダ！「風俗嬢白書」（週刊SPA!、2014年2月）
- 週刊チキーダ！「彼女たちの次へ」（週刊SPA!、2013年5月）
- 社会を変えるNPOのアイデア集（ソトコト、2013年3月）

### 映画
- 子宮に沈める（広報協力、2013年11月）

## 関連人物
- 荻上チキ（評論家）
- 緒方貴臣（映画監督　大阪2児餓死事件の元にした映画制作）
- 鈴木涼美（社会学者）
- 竹信三恵子（和光大学教授）
- 中村淳彦（ノンフィクション作家）
- 角間貴生（芸術家）